# Rox
Pour les articles homonymes, voir Rox.
Rox est le nom de scène de la chanteuse et compositrice anglaise Roxanne Tataei.
Née à Norbury, elle est d'origines jamaïcaine et iranienne.

## Discographie
Album
- Memoirs (2010)

Singles
- No Going Back
- My Baby Left Me
- I Don't Believe